# Walter von Czoernig-Czernhausen
Walter Freiherr von Czoernig-Czernhausen (* 16. Februar 1883 in Triest; † 28. Dezember 1945 in Großgmain bei Salzburg) war ein österreichischer Höhlenforscher und Oberbaurat bei den Österreichischen Bundesbahnen. Er ist der Enkel von Karl von Czoernig-Czernhausen.

## Leben
Die Familie blieb nach seiner Geburt nicht lange in Triest, sondern folgte dem Vater an den jeweiligen Dienstort, zuerst nach Klagenfurt, danach nach Innsbruck, wo der Vater 1893 verstarb. In der Realschule Innsbruck legte Walter Czoernig die Matura ab und besuchte danach in Rijeka die k.u.k. Marineakademie. 1903 wechselte er nach Graz, wo er im Jahre 1907 sein Studium als Maschinenbau-Ingenieur abschloss. Danach trat er in die Dienste der k.k. Staatsbahnen, von 1908 bis 1912 in Wien-Floridsdorf und Mährisch Ostrau, ab 1913 in Salzburg. Bis zu seinem Ruhestand im Jahr 1934 waren Bischofshofen und Salzburg seine Dienstorte. Nach seinem Ruhestand widmete er sich ausschließlich der Höhlenforschung.
Bereits als junger Ingenieur unternahm er mit seinen Kameraden ausgedehnte Touren. In Salzburg angekommen schloss er sich umgehend der Salzburger Höhlenforschung an, wo er seine Fähigkeiten als Techniker für die Höhlenforschung einsetzte. Ein Schwerpunkt der Höhlenforschung nahm die Arbeit in der Eisriesenwelt ein, die er 1913 bei der dritten Expedition des „Landesvereins für Höhlenkunde in Salzburg“ kennengelernt hat. Als 1919 die Forschungen weitergingen, war er bei den Neuforschungen dabei und führte die Planaufnahme durch. Nach dem Ausbau der Höhle wurde Walter Czoernig „Eisriesenwelt – Gesellschafter“ und fungierte als Höhlenführer.
Zwischen 1920 und 1940 gab es kaum eine große Neuforschung in Salzburg, an der Walter Czoernig nicht beteiligt war. Es sollen rund 400 Höhlenpläne aufgenommen worden sein, die jedoch noch in keiner Dokumentation erfasst sind. In zahlreichen Artikeln die meist in Zeitungen und Zeitschriften erschienen sind (u. a. das Speläologische Jahrbuch, die Mitteilungen des Hauptverbandes deutscher Höhlenforscher, die Mitteilungen für Salzburger Landeskunde und Alpenvereinsschriften) berichtete er über erfolgreiche Höhlenfahrten. Derzeit sind über 200 Schriften von ihm erfasst.
Czoernig arbeitete nicht nur in den Höhlen Salzburgs, er machte auch Höhlenfahrten und -pläne in Niederösterreich, der Steiermark, Kärnten und im Ausland. 1938 wurde er unter anderem nach England eingeladen. Durch seine Arbeiten war er in der Fachwelt nicht nur als Salzburger Fachmann, sondern als österreichische Kapazität bekannt.

## Werke
- Die Eishöhlen des Landes Salzburg und seiner bayrischen Grenzgebirge (1924).
- Die Höhlen des Landes Salzburg und seiner Grenzgebiete, Speläolog. Monographien (1926)
- Der Landeshöhlenkataster von Salzburg. Nachtrag der Nummern 253 bis 372, Mitt. f.Höhlen- und Karstforschung 1936
- Zum Landeshöhlenkataster von Salzburg. Nachtrag der Nummern 373 bis 456, Zeitschr. f. Karst- und Höhlenkunde 1943